# Aislin Jones
Aislin Jones, född 8 februari 2000, är en australisk sportskytt.
Jones tävlade för Australien vid olympiska sommarspelen 2016 i Rio de Janeiro, där hon slutade på 17:e plats i skeet.